# Nagroda im. Stefana Banacha
Nagroda Główna PTM im. Stefana Banacha – polska nagroda przyznawana przez Polskie Towarzystwo Matematyczne od 1946 roku za osiągnięcia w badaniach matematycznych, opublikowane w formie książek lub prac naukowych.

## Laureaci[2]
- 1946: Hugo Steinhaus
- 1947: Mieczysław Biernacki
- 1948: Władysław Orlicz
- 1949: Stanisław Mazur
- 1950: Jan Mikusiński
- 1951: Adam Bielecki
- 1952: Andrzej Alexiewicz
- 1953: Stanisław Hartman
- 1954: Tadeusz Leżański
- 1955: Witold Wolibner
- 1956: Zofia Szmydt
- 1957: Andrzej Grzegorczyk
- 1958: Mieczysław Altman
- 1959: Józef Meder
- 1960: Krzysztof Maurin
- 1961: Czesław Bessaga
- 1961: Aleksander Pełczyński
- 1962: Edward Sąsiada
- 1963: Bogdan Bojarski
- 1964: Zbigniew Ciesielski
- 1965: Jan Mycielski
- 1966: Włodzimierz Mlak
- 1967: Wiesław Żelazko
- 1968: Władysław Narkiewicz
- 1969: Danuta Przeworska-Rolewicz
- 1969: Stefan Rolewicz
- 1970: Roman Duda
- 1971: Stanisław Kwapień
- 1972: Andrzej Pelczar
- 1973: Adam Henryk Toruńczyk
- 1974: Leszek Pacholski
- 1976: Tadeusz Figiel
- 1977: Lech Drewnowski
- 1979: Przemysław Wojtaszczyk
- 1982: Lech Maligranda
- 1983: Tomasz Byczkowski
- 1984: Marek Bożejko
- 1985: Wojciech Banaszczyk
- 1986: Henryk Hudzik
- 1987: Jaroslav Zemánek
- 1988: Adam Paszkiewicz
- 1990: Marek Lassak
- 1991: Paweł Domański
- 1992: Marek Nawrocki
- 1993: Ryszard Szwarc
- 1997: Mariusz Lemańczyk
- 2001: Mieczysław Mastyło
- 2002: Rafał Latała
- 2002: Krzysztof Oleszkiewicz
- 2003: Jerzy Jezierski
- 2003: Wacław Marzantowicz
- 2007: Grzegorz Świątek
- 2008: Lech Tadeusz Januszkiewicz
- 2009: Tomasz Downarowicz
- 2010: Adam Paszkiewicz
- 2011: Tomasz Komorowski
- 2012: Jacek Świątkowski
- 2013: Henryk Woźniakowski
- 2014: Krzysztof Frączek
- 2015: Jan Okniński
- 2016: Adrian Langer
- 2017: Krzysztof Bogdan
- 2018: Wojciech Kucharz i Maksym Radziwiłł
- 2019: Yuriy Tomilov
- 2020: Jerzy Weyman
- 2021: Damian Osajda
- 2022: Piotr Nowak
- 2023: Mariusz Mirek
- 2024: Mikołaj Frączyk i Adam Kanigowski